# Valeriano Pellegrini

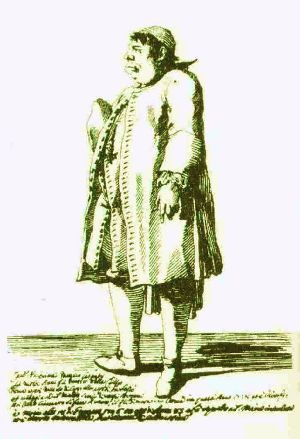
Valeriano Pellegrini auf einer Karikatur von Pier Leone Ghezzi, um 1720–30.

Valeriano Pellegrini, auch bekannt als „Valeriano“ (oder „Valeriani“; * ca. 1663 vermutlich in Verona (?) – 18. Januar 1746) war ein italienischer Sopran-Kastrat und Opernsänger mit einer Karriere in Italien, Deutschland und England.

## Leben
Sein genauer Geburtstag und -ort sind nicht genau bekannt, laut Grove stammte er aus Verona und ist „ca. 1663“ geboren – dieses Geburtsjahr errechnet sich wahrscheinlich aus einer Altersangabe bei seinem Tode (siehe unten). Nach Marx wuchs Valeriano in Verona und Bologna auf.
Von 1689 bis 1696 gehörte er in Rom nachweislich zum päpstlichen Chor der Cappella Sistina. Er sang auch in der Chiesa Nuova und in privaten Konzerten bei Kardinal Ottoboni. Danach war er möglicherweise bei Kardinal Cybo in Neapel, wo er sowohl geistliche als auch weltliche Musik zu interpretieren hatte.
1699 ging Valeriano an den Kaiserhof nach Wien, mit Auftritten in Giovanni Bononcinis Oper La fede publica.
Zurück in Italien, sang er im Jahr 1700 in Mantua in einer Oper La forza dell’amicizia (Komponist unbekannt) in einem erstklassigen Ensemble mit Maria Landini, Angela Ghering und der jungen Margherita Durastanti.

In Genua wirkte er 1701 im Teatro del Falcone in zwei Opern mit: in Muzio Scevola von Cavalli und Giovanni Bononcini, und in Pollarolos (?) Lucio Vero, wiederum neben der Landini, sowie mit Nicola Paris und dem Tenor Giovanni Buzzoleni. Im selben Jahr trat er auch in Piacenza in einer Oper von Marc’Antonio Ziani auf.
Ab 1702 war er am bayerischen Hof in München engagiert, für eine Gage von 1000 Gulden im Jahr.
Da der bayerische Kurfürst wegen des Spanischen Erbfolgekrieges in finanzielle Bedrängnis geriet, nahm Valeriano 1705 eine Stelle am Hof des pfälzischen Kurfürsten Johann Wilhelm in Düsseldorf an, wo er – abgesehen von einigen „Tourneen“ ins Ausland – bis 1716 blieb. Dort sang er in Werken von Agostino Steffani, unter anderem 1707 die Titelpartie in dessen Oper  Arminio (neben Benedetto Baldassari u. a.), und zwei Jahre später als Gheroldo in Tassilone (1709). Für seine Verdienste wurde Valeriano vom Kurfürsten zum Ritter erhoben.
Noch im selben Jahr reiste er nach Venedig und sang im Teatro San Giovanni Grisostomo in der Uraufführung (26. Dezember 1709) von Georg Friedrich Händels Oper Agrippina die Partie des Nero, neben Margherita Durastanti und Diamante Maria Scarabelli. Dabei erhielt er für seine virtuose Darbietung viel Applaus („ ...il Valeriano …, il quale è molto aplaudito, perché è Virtuoso...“). In derselben Spielzeit und mit denselben Bühnenpartnern sang er auch in Antonio Lottis Oper Il comando non inteso et ubbidito (UA: 8. Februar 1710).
Wohl auf Vorschlag Händels ging Valeriano 1712 nach London, wo er am 9. April ein erstes Konzert im Old Spring Garden gab. Im Queen’s Theatre debütierte er im November 1713 als Mirtillo in Händels Il pastor fido (UA: 22. November). Händel komponierte für ihn auch die Titelrolle in Teseo (UA: 10. Januar 1713) und wahrscheinlich die Partie des Lepido in Lucio Cornelio Silla (Juni 1713). Valeriano erschien außerdem als Silvius in Dorinda (10. Dezember 1712), und als Vitige in Ernelinda (26. Februar 1713) mit Musik von Gasparini. Valeriano Pellegrini war zu dieser Zeit mit 645 Pfund der bestbezahlte Sänger in London. Bei einer Benefiz-Aufführung der Ernelinda zu seinen Gunsten am 2. Mai sang er mehrere neue Arien, davon sogar eine in Englisch; an diesem Abend nahm er zusätzliche 74 Pfund ein.
Valeriano Pellegrini fungierte anscheinend auch als eine Art Kunsthändler für den pfälzischen Kurfürsten. In Verona erwarb der Sänger 1708 für Johann Wilhelm eine Sammlung von Medaillen, und 1715 kaufte er von dem Maler Sebastiano Ricci ein Gemälde einer Madonna von Correggio, das sich jedoch in der Folge als Fälschung herausstellte und zu einem Rechtsstreit mit Ricci führte, in den sich der Kurfürst höchstpersönlich einschaltete. Ricci versuchte sich allerdings aus der Affäre zu ziehen, indem er behauptete, Pellegrini habe den Maler Cassana beauftragt, das Bild zu „überarbeiten“, und nur deshalb sei es danach nicht mehr wiederzuerkennen gewesen.
Nach seiner Sängerlaufbahn trat Valeriano Pellegrini in den geistlichen Stand ein und lebte 1729 als Priester (?) in Rom. Anders als einige seiner Kollegen, die noch bis ins hohe Alter eine intakte Stimme behielten und sogar noch in der Kirche sangen (z. B. Matteuccio oder Caffarelli), soll er seine schöne Stimme verloren haben.
Er starb 1746 mit 83 Jahren, laut Rosselli „völlig verarmt und nachdem er einige Jahre von Almosen gelebt hatte“ – dies verwundert allerdings wenig, da er als Geistlicher der katholischen Kirche wahrscheinlich ein Armutsgelübde abgelegt hatte.

## Stimme und Gesang
Valeriano Pellegrini gehörte zu den führenden Sopranisten seiner Zeit, wie nicht nur seine beeindruckende Karriere verrät, sondern auch die Gehälter, die er verdiente. Steffani komponierte für ihn 1709 in einem Stimmumfang von c′ to b″ (Gherardo in Tassilone). Valeriano war einer der wenigen Sopran-Kastraten, die Händel in seinen Opern als primo uomo einsetzte (wie später auch Gizziello). Der Sänger muss eine ganze Bandbreite an Ausdrucksmöglichkeiten und eine sehr agile und auch recht große Stimme mit dramatischer Kraft besessen haben, wie sie besonders in der Partie des Teseo verlangt wird, unter anderem in der Arie „Qual’ tigre o qual’ megera“ (Akt IV).